# Gabrielova syntéza
Gabrielova syntéza je chemická reakce, při které se mění primární alkylhalogenidy na primární aminy. V původní podobě se jako reaktant používá ftalimid draselný. Reakce je pojmenována po německém chemikovi Siegmundovi Gabrielovi, který ji v roce 1887 objevil.
Zobecněná Gabrielova reakce představuje alkylaci sulfonamidů a imidů, následovanou odstraněním chránicí skupiny, vedoucím k tvorbě aminu.
Alkylace amoniaku je často neselektivní a neefektivní. Gabrielova reakce využívá ftalimidový anion jako náhradu amidového aniontu NH -
2 .

## Původní Gabrielova syntéza
Při původní variantě Gabrielovy syntézy se sodná nebo draselná sůl ftalimidu alkyluje primárním alkylhalogenidem na odpovídající N-alkylftalimid..
V kyselém prostředí dochází k hydrolýze aminu, který tak vytváří aminiovou sůl. Další možností je Ingova–Manskeho varianta, kdy se reakce provádí s hydrazinem. Při tomto postupu vzniká sraženina ftalhydrazidu (C6H4(CO)2N2H2) a primární amin
C6H4(CO)2NR + N2H4 → C6H4(CO)2N2H2 + RNH2
U sekundárních alkylhalogenidů obvykle Gabrielova reakce neprobíhá.
První z uvedených postupů má obvykle nízkou výtěžnost nebo se při něm vytvářejí vedlejší produkty; navíc je oddělení ftalhydrazidu obtížné. I při využití hydrazinolýzy se reakce musí provádět za poměrně tvrdých podmínek.

## Další možné reaktanty
Za účelem možného nahrazení ftalimidů bylo vyvinuto několik dalších reaktantů pro Gabrielovu syntézu. Většina z nich (například sodná sůl sacharinu a di-terc-butyliminodikarboxylát) má podobnou elektronovou strukturu jako ftalimidy, a to díky nukleofilním imidovým skupinám. Tyto reaktanty se snadněji hydrolyzují, lze je použít i u sekundárních alkylhalogenidů a dají se pomocí nich připravovat sekundární aminy.